# Tropidocephala serendiba
Tropidocephala serendiba är en insektsart som först beskrevs av Melichar 1903.  Tropidocephala serendiba ingår i släktet Tropidocephala och familjen sporrstritar. Inga underarter finns listade i Catalogue of Life.